# Moszczeńscy herbu Nałęcz

Herb Nałęcz

Herb Moszczeński

Moszczeńscy, Nałęcz-Moszczeńscy herbu Nałęcz – polska rodzina szlachecka wywodząca się z kujawskiej linii Nałęczów na Przywieczerzynie. 
Gniazdem rodowym Moszczeńskich jest miejscowość Moszczonne w ziemi dobrzyńskiej. Od nazwy wsi wziął się pierwotny przydomek rodziny z Moszczonnego, a następnie nazwisko Moszczeński vel Moszczyński.

## Historia
Pierwszym znanym przedstawicielem rodu był żyjący na przełomie XIV i XV wieku skarbnik kujawski, Jakób z Moszczonnego. 
W XIV wieku rodzina posiadała jedynie dobra ziemskie w ziemi dobrzyńskiej. Z tych czasów znany jest Niemierza (syn Jakóba) oraz jego synowie: Jan, który w latach 1452–1454 pełnił funkcję sędziego dobrzyńskiego i Piotr - uczestnik wojny polsko-krzyżackiej 1431–1435 oraz poseł króla Kazimierza IV Jagiellończyka do wielkiego mistrza zakonu Ludwika von Erlichshausena. 
Od XVI wieku przedstawiciele rodu uczestniczyli w życiu politycznym województwa brzesko-kujawskiego i województwa inowrocławskiego. Nie zaliczali się jednak do zbyt zamożnych. Dopiero w XVIII wieku rodzina Moszczeńskich dorobiła się znacznego majątku i wielu dóbr ziemskich na Kujawach i w Wielkopolsce. W okresie panowania dynastii Wettinów i Stanisława Augusta Poniatowskiego dzięki swojej pozycji kilku przedstawicieli rodu pełniło wysokie urzędy państwowe związane z fotelem senatorskim. 
Pod koniec XVIII wieku przedstawiciel rodu, Adam Moszczeński był zausznikiem Szczęsnego Potockiego i jednym z najzagorzalszych uczestników konfederacji targowickiej. Po III rozbiorze Rzeczypospolitej przeszedł on na służbę rosyjską, gdzie otrzymał od imperatorowej rosyjskiej nadania ziemskie na Ukrainie w guberni kijowskiej. 

### Hrabiowie Moszczeńscy
W okresie zaborów część rodziny Moszczeńskich została zaliczona do arystokracji. 18 kwietnia 1788 r. Konstanty Moszczeński ze Zbylitkowskiej Góry otrzymał zgodnie z obowiązującym  w Austrii prawem tytuł hrabiowski i herb własny Moszczeński. 30 czerwca 1803 r. jego kuzyni Franciszek i Stanisław Moszczeńscy otrzymali potwierdzenie tego nadania w Prusach, a 31 grudnia 1856 r. Arsen, Bolesław, Józef i Jan Moszczeńscy otrzymali je w Rosji.

## Przedstawiciele rodu
- Adam Moszczeński - pamiętnikarz
- Aleksandra Moszczeńska - ukochana Juliusza Słowackiego
- Andrzej Moszczeński - wojewoda inowrocławski
- Ignacy Moszczeński - działacz narodowy
- Stanisław Moszczeński - językoznawca
- Stefan Moszczeński - ekonomista